# GeneaBank
Geneabank est une base de données permettant la mise à disposition par Internet des dépouillements réalisés par les associations généalogiques adhérentes. Le système est géré par une association loi de 1901 affiliée à la Fédération française de généalogie. 

## Aux origines de Geneabank
Les associations généalogiques ont réalisé des dépouillements importants, parfois exhaustifs, de l'état civil de la zone géographique qu'elles couvrent. Le généalogiste intéressé par ces informations est confronté à 3 problèmes :
- Ses recherches, au fur et à mesure qu'il remonte dans le temps, peuvent le conduire dans des zones géographiques toujours plus nombreuses couvertes par des associations généalogiques différentes.
- L'accès aux relevés effectués par les associations est parfois conditionné par l'adhésion à ces associations
- Les relevés sont souvent sur support papier et disponibles au siège de l'association dont les horaires d'ouverture sont réduits ou à une distance importante.

Certaines associations ont vendu les relevés effectués à des éditeurs qui ont ensuite mis en ligne ou commercialisé ces relevés. Certaines associations vendent par ailleurs directement à leur adhérents — essentiellement ceux qui ne résident pas sur place et/ou qui ne disposent pas de loisirs suffisants — les relevés effectués.

## Création de Geneabank
Pour pallier ces problèmes, le projet a été mis en place en 1998 par un groupe de passionnés dont Jacques Le Marois, Philippe Ramona et Julien Cassaigne. La couverture régionale est presque complète,.

## Principe
GeneaBank est une base de données dans laquelle les associations généalogiques adhérentes enregistrent leurs relevés. Un adhérent à une association peut interroger à distance sur Internet toutes les données de cette base, c'est-à-dire non seulement les données relatives à son association mais également celles des autres associations. Un système de points limite le nombre d'interrogations possibles pour éviter le pillage des relevés. Un mode gratuit permet une consultation, avec un affichage et une capacuté de recherche limités. 
L'adhésion des associations au système Geneabank ne leur interdit pas de confier au monde marchand la vente des relevés. Le système est géré par une association,. Les participants sont libres de publier leurs informations dans les autres systèmes gratuits ou payants.
Geneabank contient le 19 février 2023 la transcription de plus de 113 millions d'actes, portant essentiellement sur la période antérieure à la Révolution.